# Rivière Lanaudière
Pour les articles homonymes, voir De Lanaudière.
La rivière Lanaudière est un affluent du lac Duparquet, coulant dans le territoire de la ville de Rouyn-Noranda et de Duparquet (Québec) (MRC Abitibi-Ouest), dans la région administrative de l’Abitibi-Témiscamingue, au Québec, au Canada.
La rivière Lanaudière coule entièrement en territoire forestier. La foresterie constitue la principale activité économique de ce bassin versant. La rivière Lanaudière est desservie par la route 101 (sens nord-sud) pour sa partie supérieure et la route 393 (sens est-ouest) longeant le côté nord de la rivière.
Annuellement, la surface de la rivière est habituellement gelée de la mi-novembre à la mi-avril, toutefois la circulation sécuritaire sur la glace se fait généralement de la mi-décembre à la fin mars.

## Géographie
La rivière Lanaudière prend sa source à l’embouchure du lac Lanaudière (longueur : 0,8 m ; largeur : 0,7 m ; altitude : 326 m) dans le territoire de la ville de Rouyn-Noranda. Ce lac situé du côté sud-ouest du lac Lépine. Il s’alimente de ruisseaux environnants
Les principaux bassins versants voisins de la rivière Lanaudière sont :
- côté nord : rivière Poularies, rivière Palmarolle, lac Macamic ;
- côté est : ruisseau Lépine, rivière Dufresnoy, rivière Bassignac, rivière Kinojévis ;
- côté sud : Petit lac Dufresnoy, lac D'Alembert, rivière D'Alembert ;
- côté ouest : lac Duparquet, rivière Mouilleuse, rivière Kanasuta, rivière D'Alembert.

À partir de sa source, la rivière Lanaudière coule sur environ 18 km selon les segments suivants :
- 1,0 km vers le nord-ouest, puis le sud-ouest jusqu’à un ruisseau (venant du nord) ;
- 5,9 km vers le sud-ouest jusqu’à un ruisseau (venant du nord) ;
- 1,9 km vers le sud jusqu’à la décharge du lac MacKay (venant de l’est) ;
- 3,8 km vers le sud-ouest en traversant le lac Touriet (longueur : 1,8 km ; altitude : 267 m) sur sa pleine longueur, jusqu’à son embouchure ;
- 2,0 km vers le sud-ouest en traversant le lac Dugros (longueur : 1,4 km ; altitude : 267 m) lequel est entouré d’une zone de marais, jusqu’à son embouchure[2].

L’embouchure de la rivière Lanaudière est localisée à :
- 9,1 km au sud-est de l’embouchure du lac Duparquet ;
- 19,1 km au sud-est de l’embouchure de la rivière Duparquet qui se déverse dans le Lac Abitibi ;
- 22,8 km à l'est de la frontière de l’Ontario ;
- 78,6 km au sud-est de l’embouchure du lac Abitibi (en Ontario) ;
- 29,2 km au nord-ouest du centre-ville de Rouyn-Noranda.

La « rivière Lanaudière » se décharge sur la rive est de la « baie d’Alambert » laquelle constitue une excroissance vers l'est du lac Duparquet, soit près de l’embouchure de la rivière D'Alembert. De là, le courant traverse le lac Duparquet sur 9,6 km vers le nord en contournant plusieurs îles dont l’île aux Pins. À l’embouchure du lac Duparquet, le courant prend le cours de la rivière Duparquet laquelle se déverse sur la rive sud du lac Abitibi. Puis le courant emprunte le cours de la rivière Abitibi, puis de la Rivière Moose.

## Toponymie
Le toponyme « rivière Lanaudière » a été officialisé le 5 décembre 1968 à la Commission de toponymie du Québec, soit lors de la création de cette commission.